# Anthuan Maybank
Anthuan Maybank (Georgetown (Carolina del Sur), Estados Unidos, 30 de diciembre de 1969) es un atleta estadounidense retirado, especializado en la prueba de 4x400 m en la que llegó a ser campeón olímpico en 1996.

## Carrera deportiva
En los JJ. OO. de Atlanta 1996 ganó la medalla de oro en los relevos 4x400 metros, con un tiempo de 2:55.99 segundos, llegando a meta por delante de Reino Unido y Jamaica, siendo sus compañeros de equipo: Alvin Harrison, Derek Mills, LaMont Smith y Jason Rouser.